# 248년

## 연호
- 위(魏) 정시(正始) 9년
- 촉(蜀) 연희(延熙) 11년
- 오(吳) 적오(赤烏) 11년

## 기년
- 위(魏) 소제(少帝) 9년
- 촉(蜀) 후주(後主) 26년
- 오(吳) 대제(大帝) 27년
- 신라(新羅) 첨해 이사금(沾解泥師今) 2년
- 고구려(高句麗) 동천왕(東川王) 22년 / 중천왕(中川王) 원년
- 백제(百濟) 고이왕(古爾王) 15년

## 사건
- 음력 1월, 신라, 이찬 장훤(長萱)을 서불한으로 삼아 이로써 국정에 참여하게 하였다.
- 음력 2월, 신라, 고구려에 사신을 보내, 강화(講和)를 맺었다.
- 고구려,  동천왕 세상을 떠남.  그의 아들 연불이 24세의 나이로 왕의 자리에 오름.

## 사망
- 고구려(高句麗) 11대 국왕 동천왕(東川王)
- 왜(倭)의 야마타이코쿠 히미코(卑弥呼)
- 촉한(蜀漢)의 장수 왕평(王平)

## 참고 문헌
- 김부식 (1145). 〈권02 첨해 이사금 條〉. 《삼국사기》.